# Region Hovedstaden
Ej att förväxla med Huvudstadsregionen eller Huvudstadsområdet.
Region Hovedstaden (Region Huvudstaden) är en region i Danmark. Den omfattar från och med 1 januari 2007 de dåvarande Köpenhamns och Frederiksborg amt, och nuvarande Köpenhamns och Frederiksberg kommuner, samt Bornholms regionkommun. Lars Gaardhøj är från 1 augusti 2021 regionsrådsordförande.

## Storlek och omfattning
Regionen har sin centrala förvaltning i Hilleröd norr om Köpenhamn. Det bor totalt cirka 1,925 miljoner människor (ultimo 2024) i regionen, som har en yta på 2 568 kvadratkilometer. Invånartätheten uppgår till över 745 inv/km2. Utan Bornholm är tätheten över 1.000 inv/km.
Region Hovedstaden styrs av ett regionråd som blev valt för första gången den 15 november 2005. Regionens uppgifter rör sig främst kring sjukvården. Regionen har Danmarks största sjukvårdsorganisation med 15 sjukhus, vilken även omfattar Sct. Hans Hospital (psykiatri) i Roskilde kommun, belägen i Region Själland.
Regionen Hovedstaden omfattar totalt 29 kommuner, enligt följande:

- Albertslunds kommun
- Allerøds kommun
- Ballerups kommun
- Bornholms regionkommun
- Brøndby kommun
- Dragørs kommun
- Egedals kommun
- Fredensborgs kommun
- Frederiksbergs kommun
- Frederikssunds kommun
- Furesø kommun
- Gentofte kommun
- Gladsaxe kommun
- Glostrups kommun
- Gribskovs kommun
- Halsnæs kommun
- Helsingörs kommun
- Herlevs kommun
- Hillerøds kommun
- Hvidovre kommun
- Høje-Tåstrups kommun
- Hørsholms kommun
- Ishøjs kommun
- Köpenhamns kommun
- Lyngby-Taarbæks kommun
- Rudersdals kommun
- Rødovre kommun
- Tårnby kommun
- Vallensbæks kommun

## Demografi
| År   | Invånarantal | Befolkningstäthet |
| ---- | ------------ | ----------------- |
| 2007 | 1 636 749    | 639,10            |
| 2008 | 1 645 825    | 642,64            |
| 2009 | 1 662 285    | 649,07            |
| 2010 | 1 680 671    | 656,25            |
| 2021 | 1 857 783    | 724,85            |

Region Hovedstaden är med över 745 invånare/km² Danmarks mest tätbefolkade region. Själlandslandsdelen, om man räknar bort Bornholm, har en befolkningsdensitet på över 1 000 invånare/km² (juli 2021).